# Мирко Јовић
Мирко Р. Јовић (Земун, 13. август 1959) је српски политичар.

## Биографија
Рођен је у Земуну, 13. августа 1959. али од рођења живи у Новој Пазови од оца Радоја и мајке Рајке. Јовићи потичу из села Црквене Водице код Обилића на Косову. У великим сеобама померили су се у област старе Рашке, односно Бобово изнад Пљеваља. Потом су неколико генерација живеле у Милићима на левој обали Дрине. Последњих пет генерација живе у Срему, пре свега у Новој Пазови Јовићева мајка је из породице Маџаревић која у свакој генерацији дала по неког свештеника. Маџаревићи живе са обе стране Дрине и Ваљеву.
Завршио је класичну гимназију у Старој Пазови. Студирао је економију у Београду. Завршио је Академију за Националну оријентацију при српској политичкој емиграцији.
Мирко Јовић је оставио значајан траг у кошарци као играч, тренер и председник клуба. Спортску каријеру је градио у Старој и Новој Пазови а годину дана је провео и у Црвеној звезди из Београда.
Радио је три године на железници, након тога од 1984. је у самосталном, приватном предузетништву. У време док је играо кошарку био је власник кафеа а потом и власник предузећа за производњу предмета од пластичних маса. Бавио се и трговином. Тренутно је сувласник у мешовитом италијанско - српском предузећу.
Статирао је и на филму. Са својим саборцима из друштва "САВА" статирао је у филму Бој на Косову.
Јовић је ожењен и има четворо деце.

## Политичка каријера
Политиком је почео да се бави 1987. у првом антикомунистичком удружењу Друштва Сава где је био и председник. Из тог удружења је на Бадње вече 1990. у Новој Пазови настала Српска народна обнова, прва српска национално-демократска, конзервативна и отворено анти-југословенска странка. Њу су формирали Мирко Јовић као председник, Вук Драшковић, архитекта Илија Ика Глигоријевић, Прота Жарко Гавриловић и Милимир Ђуричић као потпредседници и адвокат Александар Спасић који је био Генерални секретар. Убрзо је Драшковић напустио Јовића и са отцепљеним крилом направио Српски покрет обнове.
Јовић је са добровољцима "Душан Силни" ратовао у војсци Републике Српске Крајине и Републике Српске. Такође је артиљеријски поручник у резерви. Пошто је деведесетих година блиско сарађивао са Момчилом Крајишником, Радованом Караџићем, Биљаном Плавшић и Миланом Бабићем,1996. Српска Народна Обнова, коју је он предводио, донела је одлуку да се уједини у Српску демократску странку српских земаља на челу са Радованом Караџићем. Од те године регистрована је Српска Народна Одбрана у Отаџбини као покрет који делује до данас и Мирко Јовић је почасни председник ове најстарије националне организације. Крајем деведесетих помогао је укрупњавање опозиције и деловање тадашњег Савеза за промене а касније Демократске опозиције Србије. Против њега је Хашки трибунал 2002. и 2003. водио истрагу али никада није подигао оптужницу. Исто тако ниједан суд за ратне злочине у Сарајеву, Загребу и Београду нису подигли било какву оптужницу против Мирка Јовића или било ког његовог сарадника из Српске Народне Обнове или добровољачког одреда "Душан Силни". Од 2004. помагао је или деловао кроз више родољубивих удружења и државотворних покрета. Без обзира што је мењао организације, како је сам рекао као превозно средство, никада није одустао од својих почетних програмских циљева: обнова српског грађанског, народног и државног идентитета. Од 2018. је члан Нове Србије чији је председник Велимир Илић која тежи истим овим циљевима. У Новој Србији је вршио функцију председника Извршног одбора до јануара 2020. године када се ишчланио из Нове Србије због неслагања око избора.